# Контракултурна
Јелена Николић (Чачак, 10. април 1995), познатија као Контракултурна, српска је водитељка, новинарка и књижевница.

## Биографија
Завршила је Филолошки факултет, смер српски језик и књижевност, као и Факултет за медије и комуникације. Бавила се балетом и учествовала је на плесним такмичењима. Године 2020. се опробала и у музици, када је избацила песму Игре за Балкатон. Била је у вези са репером Михаилом Вујићем „Миксом”.
Живи и ради у Београду. Била је ауторка и водитељка емисија Неткултурно и Контра-шоу, које су биле веома популарне, а од 2023. године ауторка је подкаста Постер. Запослена је и као маркетинг менаџер портала телевизије Нова.

## Дела
Са 23 године пише свој први роман, психолошки роман Границе слободе. А потом су уследиле и следеће књиге:
- Изволи
- Епизода
- Преживети 27
- Иза камере
- Време - речи - прилике